# Hugo Westreicher
Hugo Westreicher (* 6. Oktober 1933 in Zams; † 4. Februar 2018 in Serfaus) war ein österreichischer Politiker (ÖVP) und Hotelier. Westreicher war von 1970 bis 1986 Abgeordneter zum Österreichischen Nationalrat.
Westreicher besuchte nach der Volksschule ein Realgymnasium und war als Gastgewerbevolontär in England und Frankreich tätig. Er übernahm in der Folge die Führung des elterlichen Hotelbetriebes und war ab 1959 als selbständiger Hotelier tätig. Daneben war er von 1963 bis 1970 Obmann des Fremdenverkehrsverbandes Serfaus und ab 1976 Vorsteher des Fachverbandes Beherbergungsbetriebe der Bundeskammer der gewerblichen Wirtschaft sowie ab 1980 Vorsteher des Fachverbandes Beherbergungsbetriebe der Kammer der gewerblichen Wirtschaft für Tirol. Daneben war er ab 1968 Gemeinderat in Serfaus sowie zwischen 1973 und 1980 Bürgermeister. Er vertrat die ÖVP zwischen dem 31. März 1970 und dem 16. Dezember 1986 im Nationalrat. 